# 카사노바 (1965년 영화)
카사노바(Casanova '70)는 프랑스에서 제작된 마리오 모니첼리 감독의 1965년 드라마, 코미디 영화이다. 마르첼로 마스트로야니 등이 주연으로 출연하였다.

## 출연

### 주연
- 마르첼로 마스트로야니
- 비르나 리지
- 마리사 멜
- 미쉘 머시어

### 조연
- 엔리코 마리아 살레노
- 귀도 알베르티